# Esto no es un juego
Amango esto no es un juego es el segundo álbum de estudio del grupo juvenil chileno Amango, este CD es la banda sonora de la segunda temporada de la serie juvenil del mismo nombre.
El primer sencillo, "Digan lo que digan" está siendo un gran éxito.

## Lanzamiento
El CD fue lanzado el viernes 18 de abril de 2008 a las 18:30 en las afueras de Canal 13.

## Promoción
El primer sencillo del álbum, "Digan lo que digan" fue lanzado el 30 de marzo luego del documental Amango la gira junto al sencillo "Escúchame una vez" como promoción del nuevo CD, Amango esto no es un juego.

## Lista de canciones
| 1. Esto no es un juego |                                |          |
| 1. Chile               |                                |          |
| 1. 1                   | 1. "Digan lo que digan"        | 1. 03:14 |
| 1. 2                   | 1. "Mi corazón no te dejó"     | 1. 03:25 |
| 1. 3                   | 1. "Quién soy"                 | 1. 03:11 |
| 1. 4                   | 1. "Volver a ser feliz"        | 1. 03:49 |
| 1. 5                   | 1. "Basta que lo intentes"     | 1. 03:54 |
| 1. 6                   | 1. "Escúchame una vez"         | 1. 04:05 |
| 1. 7                   | 1. "Empezar de nuevo"          | 1. 03:18 |
| 1. 8                   | 1. "Soy lo que soy"            | 1. 03:19 |
| 1. 9                   | 1. "Somos de verdad"           | 1. 03:33 |
| 1. 10                  | 1. "La función debe continuar" | 1. 03:45 |

1. Sencillos

- “Digan lo que digan”